# مويانو
مويانو، (بالإنجليزية: Moiano)‏، هي بلدية في مقاطعة بينيفينتو، في منطقة كامبانيا الإيطالية، وتقع على بعد حوالي 40 كم (25 ميل) شمال شرق نابولي، وحوالي 20 كم (12 ميل) جنوب غرب بينيفينتو، على المنحدر الغربي لمونتي تابورنو، على نهر إسكليرو.

## السكان
في سنة 1861 بلغ عدد السكان 2٬953 نسمة، وتطور العدد ليصل في سنة 2011 لـ 4٬121 نسمة.
يظهر هذا المخطط البياني تطور النمو السكاني لـ مويانو

تصنيف:جغرافيا كالياري